# Ley Orgánica de Salud de Venezuela
La Ley Orgánica de Salud de la República Bolivariana de Venezuela es la legislación que regula todo lo relacionado con la salud en Venezuela. La ley fue decretada por el entonces senado venezolano en Caracas, el 11 de noviembre de 1998 en la Gaceta Oficial de Venezuela número 36579, durante la presidencia de Rafael Caldera, sustituyendo la Ley de Sanidad Nacional decretada el 22 de julio de 1938 y la Ley Orgánica del Sistema Nacional de Salud publicada el 23 de junio de 1987. 

## Consejo Nacional de Salud
La Ley Orgánica de Salud establece la creación de un Consejo Nacional de Salud cuya función es establecer coordinación con el Ministerio de Sanidad y Asistencia Social (MSAS), el presidente de la República y los demás ministerios que tengan acciones que desarrollar en relación con la política nacional de salud y bienestar social. Este Consejo Nacional de Salud, a veces identificado como CONASA, tuvo su auge durante los años 1970 menguando considerablemente hasta la presente Ley Orgánica sin que existan reportes emitidos o publicados por el organismo desde entonces. Las funciones del Consejo Nacional de la Salud han sido asumidas por quien la preside, el Ministerio de Sanidad y Asistencia Social, especialmente después de la reforma de la administración central de 1999 que fusionó al MSAS con el Ministerio de la Familia.

## Proyecto de ley
El 14 de diciembre de 2004, la Comisión de Desarrollo Social de la Asamblea Nacional de Venezuela aprobó un nuevo proyecto de ley de salud que, hasta la fecha, se encuentra aún en discusión entre los legisladores del gobierno venezolano. Uno de los elementos trascendentales del proyecto de ley de salud actualmente en discusión es la inclusión administrativa del programa Misión Barrio Adentro en la salud del país bajo la figura del Sistema Público Nacional de Salud, un organismo creado dentro de la propuesta ley de salud. De aprobarse, derogaría la ley orgánica actual de fecha 1998, así como todos aquellos reglamentos o cualquier otra disposición legal que coliden con esta ley.
La revisión de la presente ley de salud venezolana por parte de los legisladores de la Asamblea Nacional y otros dirigentes se fundamenta en la eliminación de lo que el gobierno denomina "vicios" que hacen al sistema de salud en Venezuela un programa anárquico. El eje central de la reforma de ley es la creación del Sistema Público Nacional de Salud ente que, después de creada, asesorará, entre otros, al mismo Ministerio del Poder Popular para la Salud de Venezuela.